# Лійка Гаррі

Лійка Гаррі: 1 — кільце; 2 — стояки; 3 — заслінка; 4 — випускний отвір; 5 — лійка.

Лійка Гаррі — пристрій для визначення сипкості дисперсних матеріалів.
Сипкість — важлива технологічна характеристика сировини, яка необхідна для розрахунку випускних отворів силосів, бункерів, живильників та інших розвантажувально-перевантажувальних пристроїв. Сипкість визначається мінеральним і ґранулометричним складом сировини, вологістю і значною мірою розміром та формою самих частинок.
Для визначення сипкості матеріалів крупністю не більше 3 мм відбирають пробу масою 6 — 10 кг із розрахунку трикратного повторення досліду. Основний прилад для визначення сипкості матеріалів — лійка Гаррі з діаметром випускного отвору 30 мм і кутом розхилу 35о (рис. 1).
Сипкість визначається в кг/с витікання (просипання) матеріалу через лійку.
Якщо розходження між визначеннями перевищує 10 %, дослід повторюють та розраховують середнє значення.
На сипкість матеріалів суттєво впливають капілярні і адгезійні сили. Сухі матеріали, як правило, не злежуються, водночас при нормальній та підвищеній вологості вони можуть сильно злежуватися. Під злежуваністю розуміють збільшення зв'язності дисперсного матеріалу при тривалому його збереженні в нерухомому шарі. При цьому матеріали ущільнюються і втрачають сипкість. Для запобігання втрати сипкості сировини не допускають тривалого її збереження в нерухомому стані (рихлять), знижують вологість матеріалу фільтраційним потоком газу або рідини.